# 470
470 (CDLXX na numeração romana) foi um ano comum do século V do Calendário Juliano, da Era de Cristo. a sua letra dominical foi D (53 semanas). Teve início a uma quinta-feira e terminou também a uma quinta-feira.
| Ano completo                        |
| ----------------------------------- |
| Ano comum com início à quinta-feira |

## Nascimentos
- Dionísio, o Exíguo, monge nascido na Cítia Menor (m. 544).

## Mortes
- Idácio, bispo de Chaves.[1]